# Cnidoscolus multilobus
Cnidoscolus multilobus är en törelväxtart som först beskrevs av Ferdinand Albin Pax, och fick sitt nu gällande namn av Ivan Murray Johnston. Cnidoscolus multilobus ingår i släktet Cnidoscolus och familjen törelväxter.

## Underarter
Arten delas in i följande underarter:
- C. m. cylindratus
- C. m. elasticoides
- C. m. hirtiflorus
- C. m. multilobus